# Albert Bettannier
Nicolas Albert Bettannier (Metz, 1851. augusztus 12. – Párizs 10. kerülete, 1932. november 17.) francia festő.

## Élete
Metz városában született Jean Bettannier és Marie Bellatte fiaként. Moselle megyében folytatott tanulmányokat. Amikor a porosz–francia háború során 1871-ben Franciaország vereségét követően szülőföldje, Elzász-Lotaringia Németországhoz került, Párizsba költözött, s megtartotta francia állampolgárságát. Az Académie des Beaux-Arts hallgatója lett, ahol Henri Lehmann és Isidore Pils tanították.
A párizsi Salonban többször bemutatták képeit, melyek témája legfőképpen Elzász-Lotaringia elvesztése volt. 1908-ban Becsületrendel tüntették ki. 1932. november 17-én érte a halál Párizsban. Legjelentősebb műve A fekete folt című festménye, mely egy földrajzórát ábrázol, ahol a tanár a franciaországi régiók tanításának apropóján a nemzet becsületén lévő „fekete foltról” beszél, vagyis a két tartományról, Elzászról és Lotaringiáról, amelyeket Franciaország elvesztett.

## Galéria

A fekete folt vagy A földrajzóra, 1887
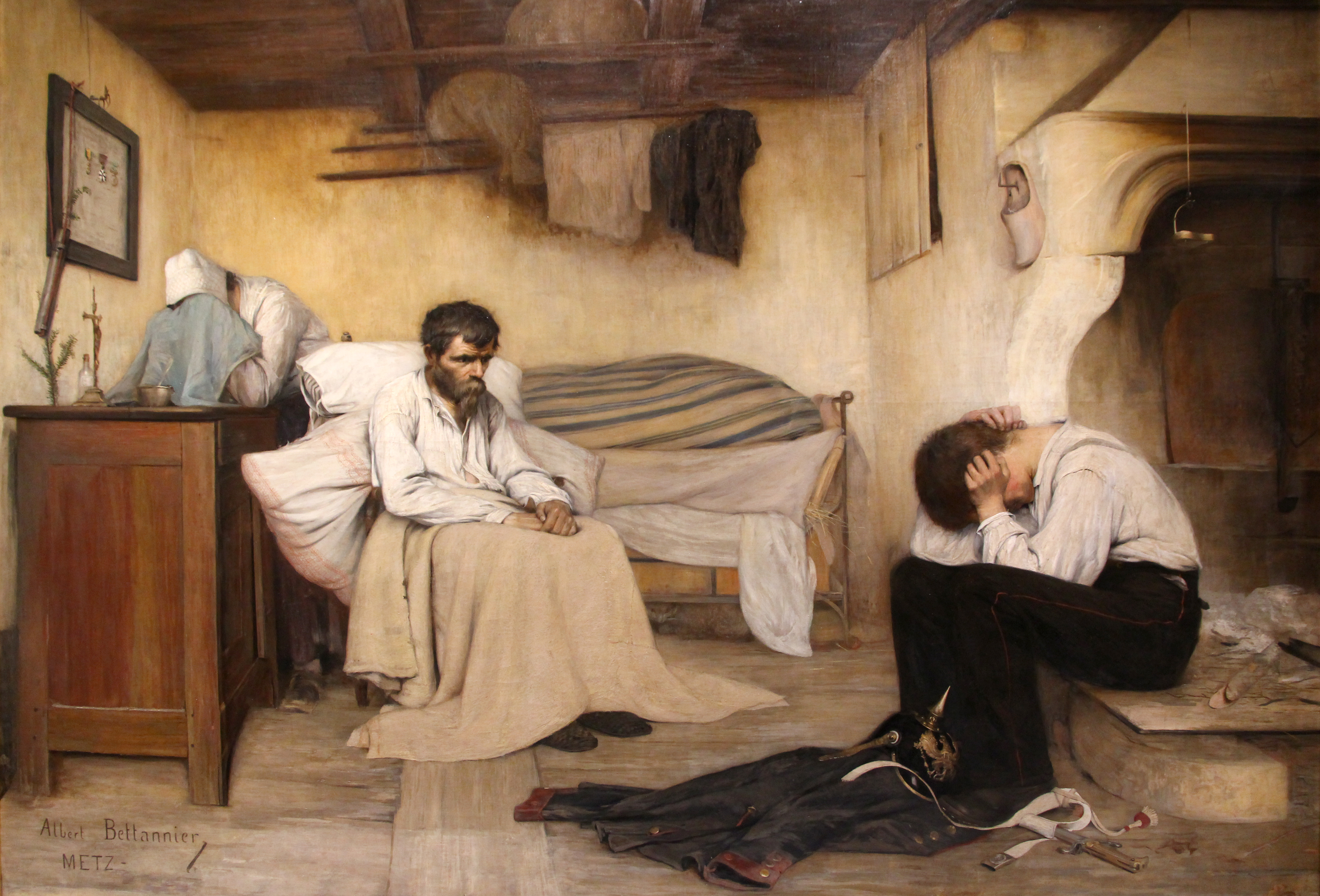
Kétségbeesés vagy Az annektáltak Lotaringiában, 1883
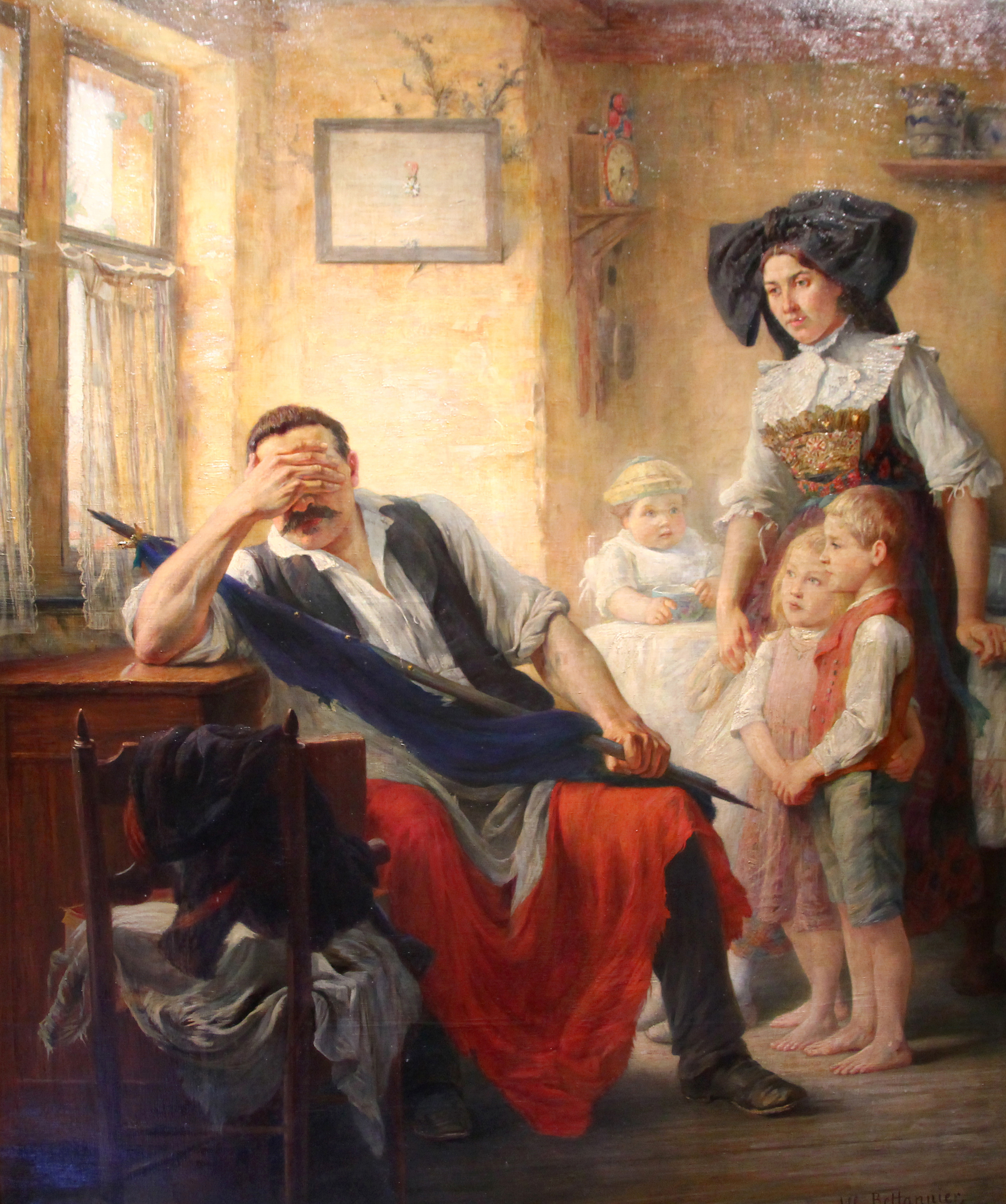
Az annektáltak Elzászban, 1911
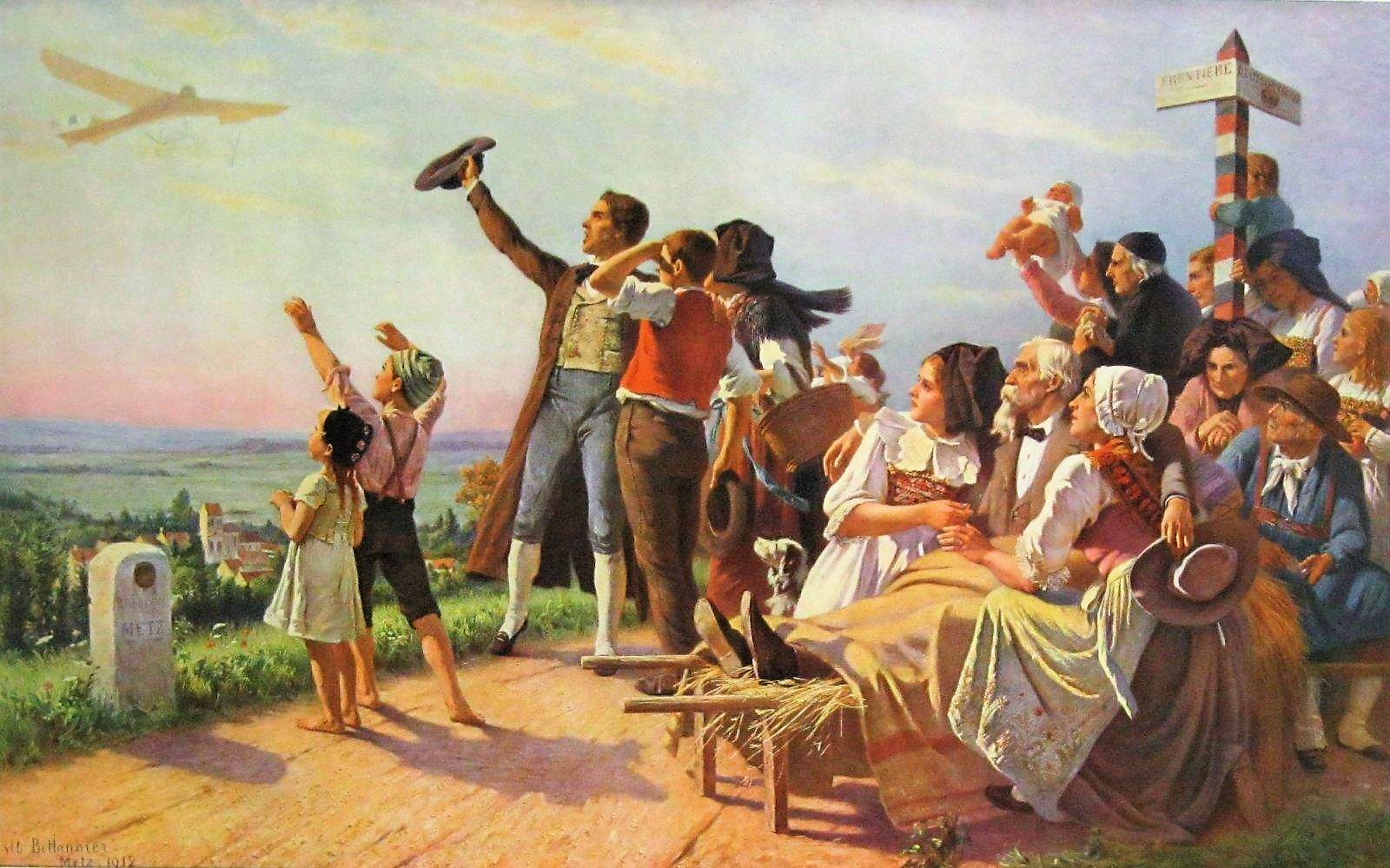
Franciaország madara, 1912
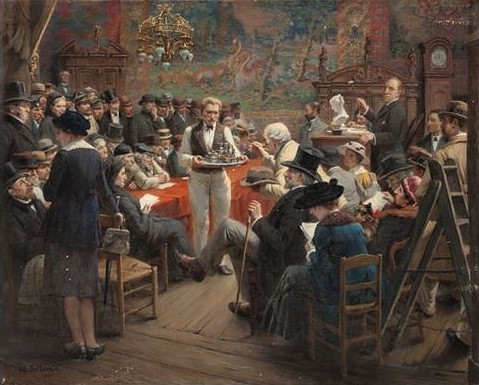
Árverések az Hôtel Drouot-ban, 1921

## Fordítás
- Ez a szócikk részben vagy egészben  az   Albert Bettannier című angol Wikipédia-szócikk ezen változatának fordításán alapul.  Az eredeti cikk szerkesztőit annak laptörténete sorolja fel. Ez a jelzés csupán a megfogalmazás eredetét és a szerzői jogokat jelzi, nem szolgál a cikkben szereplő információk forrásmegjelöléseként.